# Ушаков, Симон Фёдорович
Си́мон (Пи́мен) Фёдорович Ушако́в (1626, Москва — 25 июня 1686, Москва) — русский московский иконописец и график.

## Биография
Симон Ушаков родился в 1626 году в Москве.
Симон Ушаков происходил, вероятно, из посадских людей и, по-видимому, очень рано получил основательную подготовку в своей специальности, так как, будучи всего 22 лет от роду, был принят в царские «жалованные» мастера Серебряной палаты при Оружейном приказе. Здесь прямыми его обязанностями было «зна́менить», то есть делать рисунки для разных предметов церковной утвари и дворцового обихода, преимущественно для золотых, серебряных и эмалированных изделий, расписывать знамёна, сочинять узоры для рукоделий, чертить карты, планы и т. д. Усердно исполняя подобные работы, он писал, кроме того, образа для двора, церквей и частных лиц, причём вскоре приобрёл известность лучшего иконописца в Москве.
С переводом Ушакова на службу из Серебряной палаты в Оружейную, в 1664 году, круг его деятельности расширился, а слава возросла ещё более: он стал во главе прочих царских мастеров, образовал целую школу иконописцев, пользовался милостями царя Алексея Михайловича и его преемников на престоле, исполнял всяческие их поручения по художественной части и до самой своей смерти жил в довольстве и почёте.
Симон Фёдорович Ушаков умер 25 июня 1686 года в родном городе Москве.

## Работы
Икон, писанных Ушаковым, дошло до нас довольно много, но большинство их искажено позднейшими записями и реставрациями. Как на сохранившиеся лучше других и особенно любопытные, можно указать на иконы: Благовещения, в которой главное изображение окружено композициями на темы акафиста Пресвятой Богородицы (находится в церкви Грузинской Божьей Матери, в Москве), Владимирской Богоматери с московскими угодниками (там же), святого Феодора Стратилата (патрональная икона у могилы царя Фёдора Алексеевича, в Архангельском соборе), Нерукотворного Спаса (в соборе Троице-Сергиевой лавры), Сошествие Святого Духа (там же) и на парсуны царей Михаила Фёдоровича и Алексея Михайловича (в Архангельском соборе). Эти произведения, равно как и другие работы Ушакова свидетельствуют, что он был человек весьма развитый по своему времени, художник талантливый, прекрасно владевший всеми средствами техники того времени. В отличие от принятого в то время правила «писать иконы по древним образцам», Ушаков не относился равнодушно к западному искусству, веяние которого вообще уже сильно распространилось в XVII веке на Руси. Оставаясь на почве исконного русско-византийского иконописания он писал и по древним «пошибам», и в новом так называемом «фряжском» стиле, изобретал новые композиции, присматривался к западным образцам и к натуре, стремился сообщать фигурам характерность и движение. В круг занятий Ушакова входило изготовление рисунков для гравёров. Д. А. Ровинский в своём «Подробном словаре русских гравёров» указывает на два офорта, исполненных им самим.
Привил иконографию генеалогического древа на Руси — см. икона Древо государей Российских.

## Галерея
- Христос — Великий Архиерей. 1658. Государственный исторический музей, Москва
- Насаждение древа Государства Российского (Похвала Богоматери Владимирской). 1668. Государственная Третьяковская галерея, Москва
- Богоматерь Елеуса Киккская,1668. Государственная Третьяковская галерея, Москва
- Христос Эммануил. 1668. Государственный Русский музей, Санкт-Петербург
- Архангел Михаил попирающий дьявола 1676. Государственная Третьяковская галерея, Москва
- Спас Эммануил. 1668. Государственный Русский музей, Санкт-Петербург